# 大泉学園駅

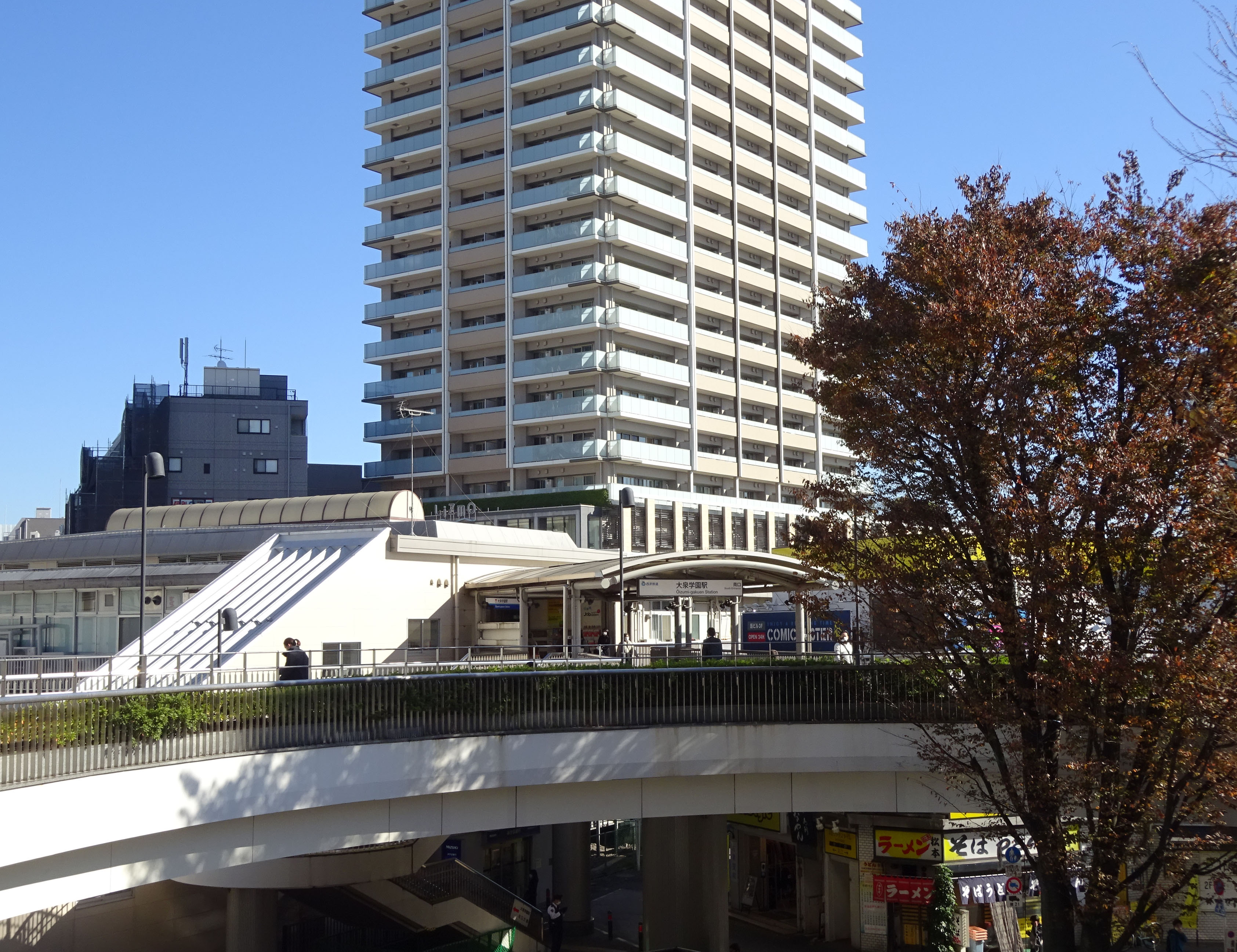
南口（2021年）

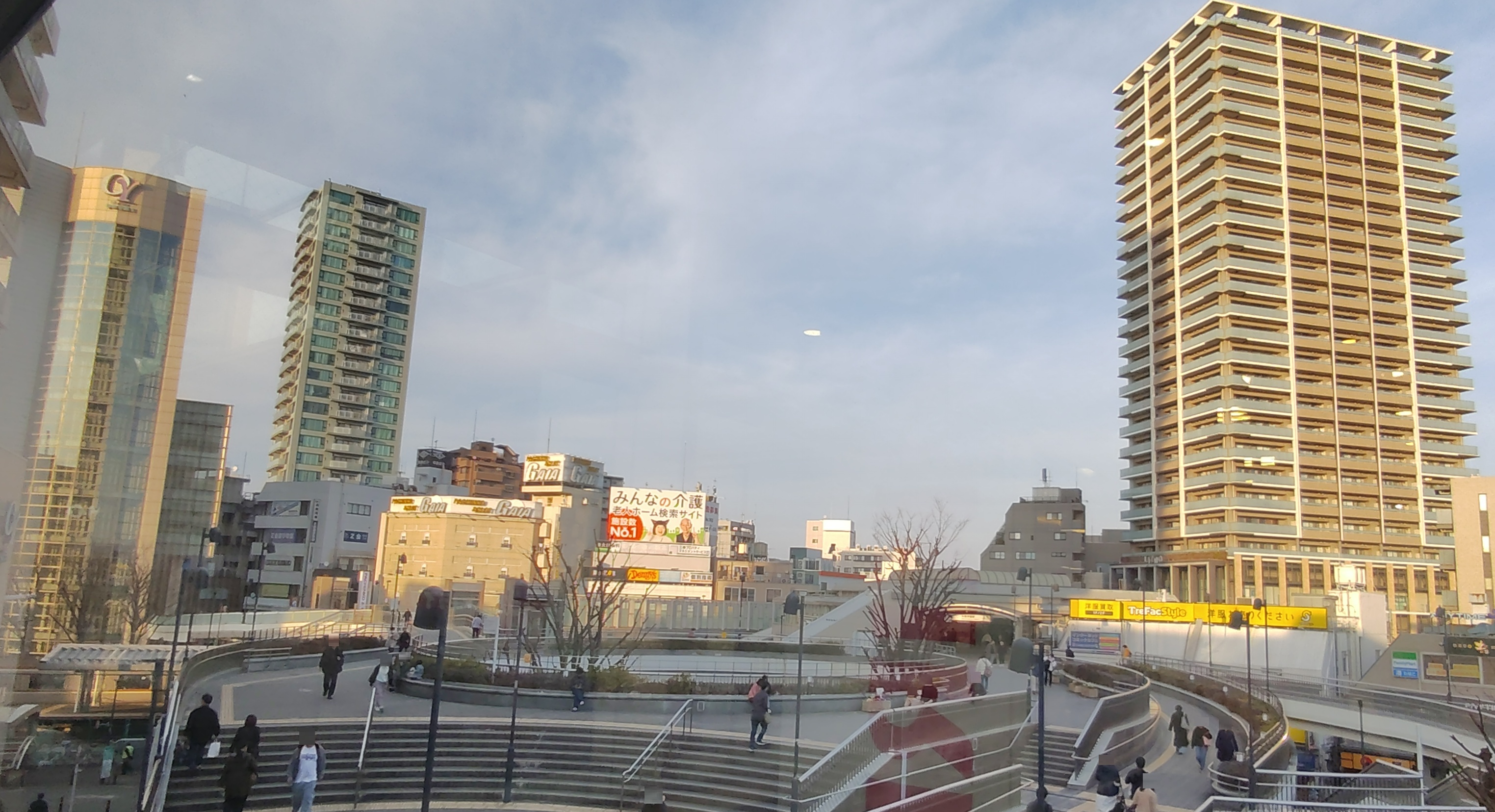
南口（2025年3月）

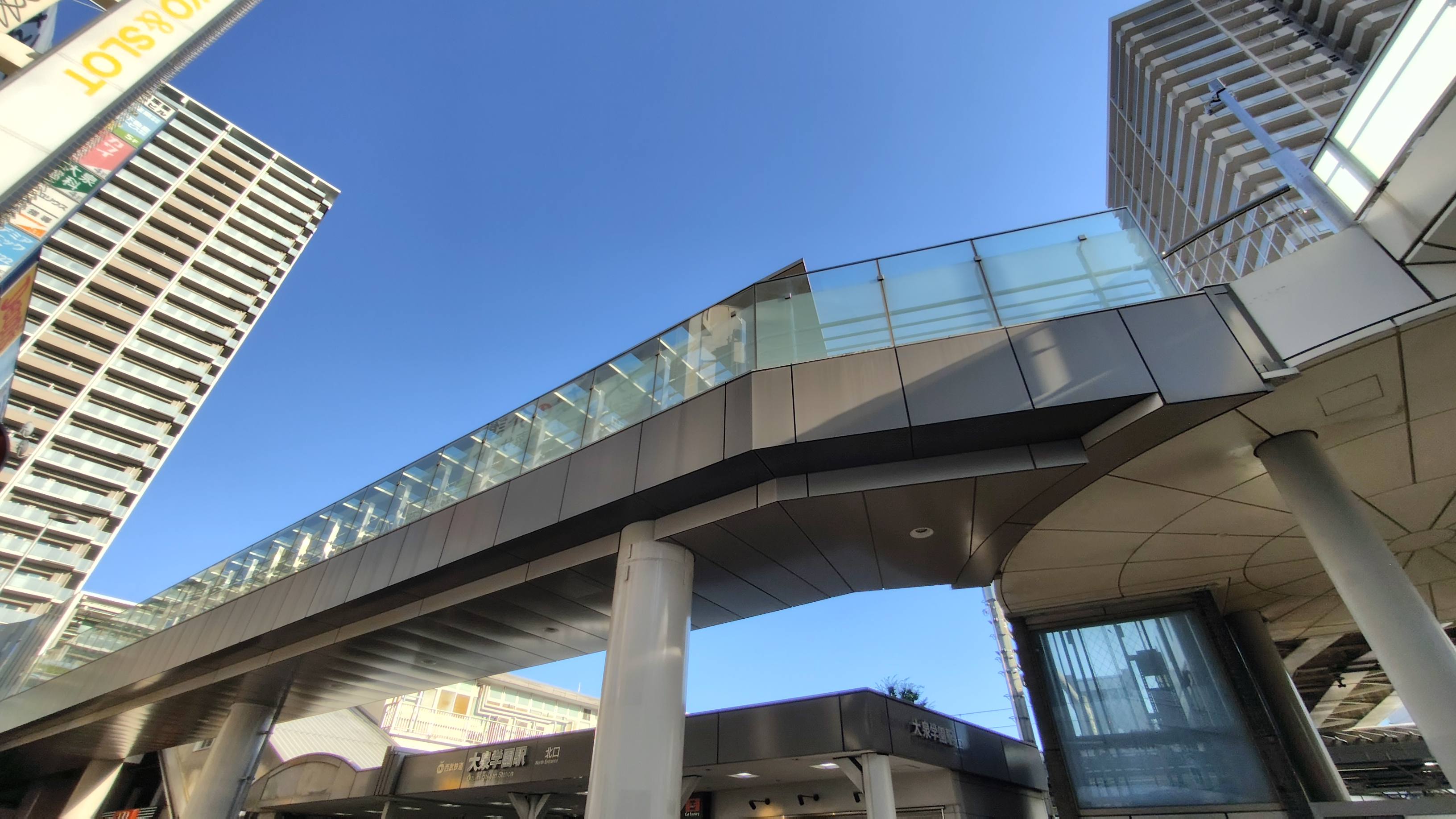
北口（2025年7月）

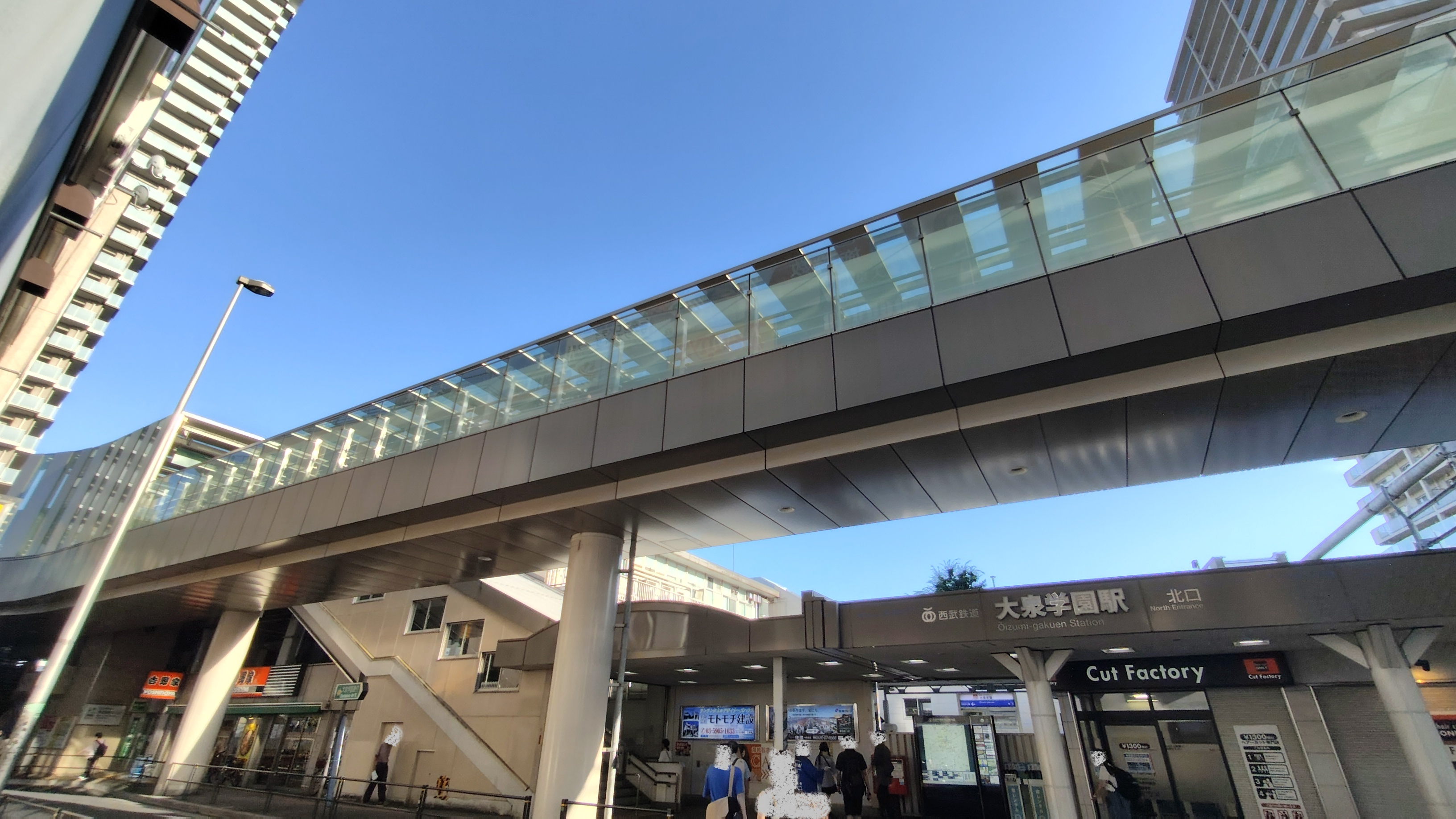
北口（2025年7月）

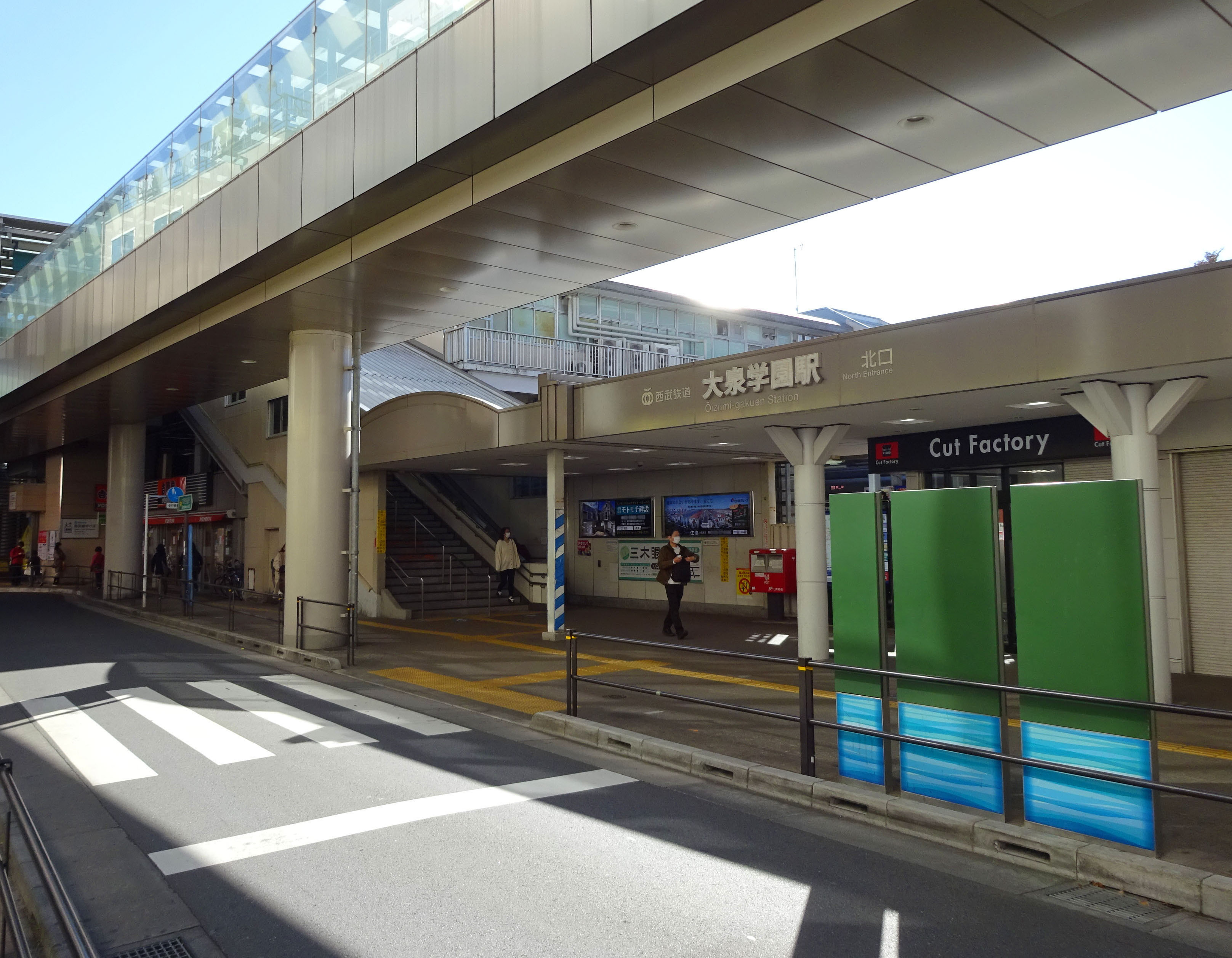
北口（2021年11月）

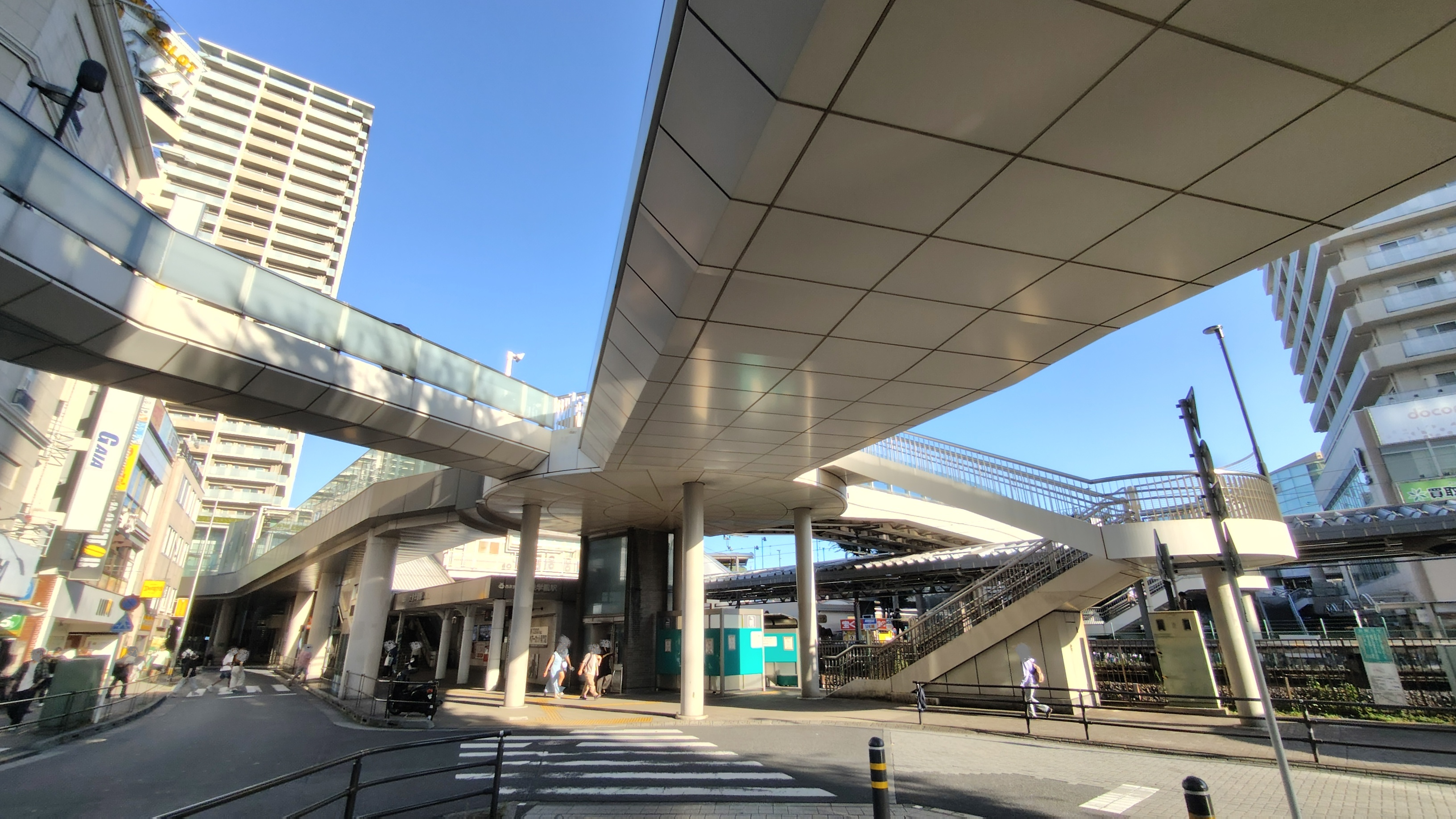
北口（2025年7月）

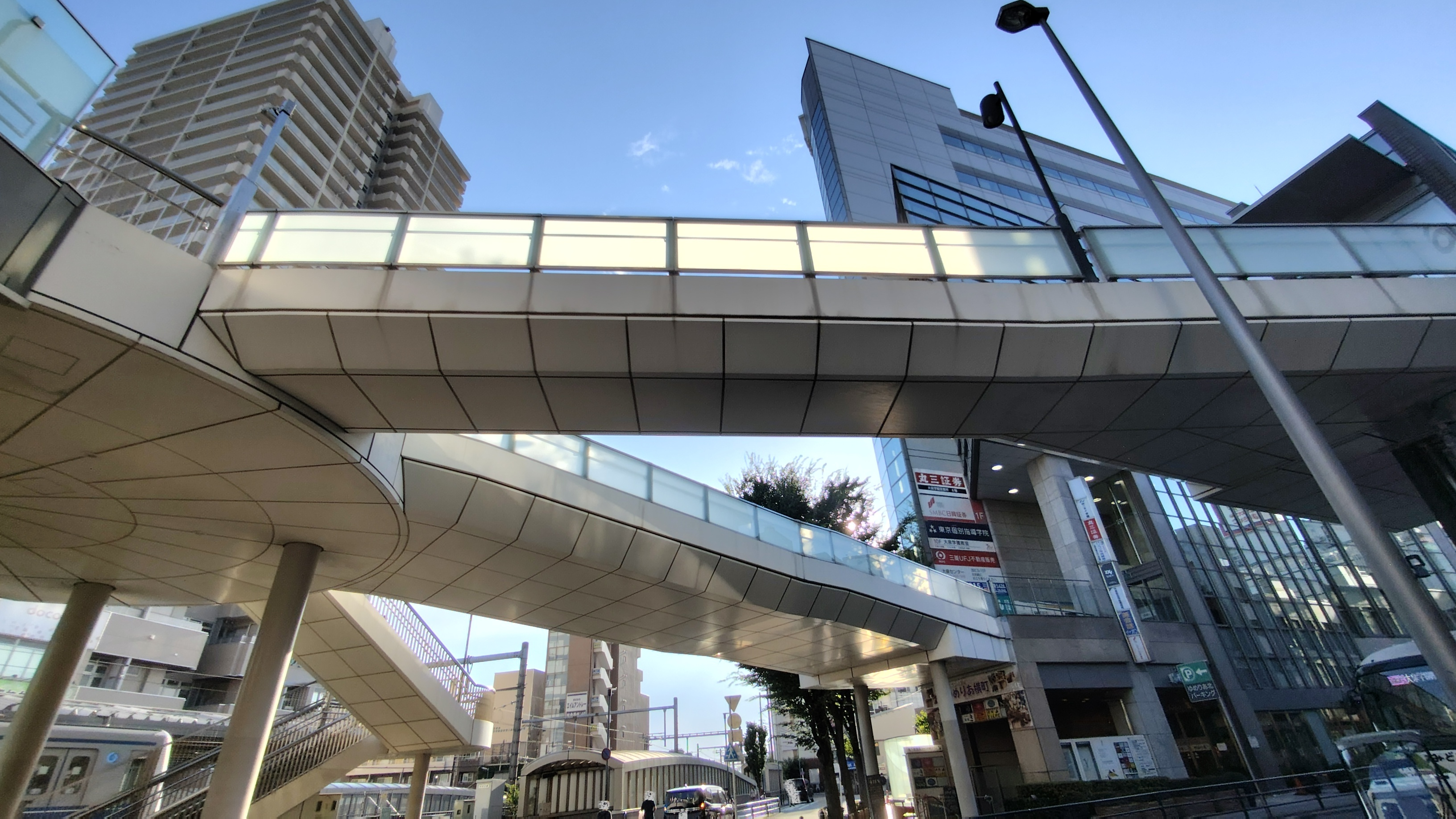
北口 ペデストリアンデッキ（2025年7月）

大泉学園駅（おおいずみがくえんえき）は、東京都練馬区東大泉にある、西武鉄道池袋線の駅である。駅番号はSI11。

## 歴史
- 1924年（大正13年）11月1日 - 武蔵野鉄道の東大泉駅として開業。
- 1933年（昭和8年）3月1日 - 大泉学園駅に改称。
- 1945年（昭和20年）9月22日 - 武蔵野鉄道の合併・改称に伴い、西武農業鉄道の駅となる。
- 1946年（昭和21年）11月15日 - 西武農業鉄道の社名変更に伴い、西武鉄道の駅となる。
- 1963年（昭和38年）11月1日 - ホームが10両編成対応に延伸される[1]。
- 1970年（昭和45年）7月1日 - 貨物営業廃止[2]。
- 1983年（昭和58年）11月12日 - 橋上駅舎を使用開始。
- 2005年（平成17年）6月	- 西武池袋線連続立体交差事業による石神井公園 - 大泉学園間高架化の都市計画決定[3]（なお、1971年1月の計画当初は桜台 - 石神井公園間の予定であった[3]）。
- 2008年（平成20年）3月16日 - 松本零士の漫画キャラクター「車掌」を名誉駅長とし、そのFRP製立像を改札内に設置。松本零士が一日駅長に就任[4]。
- 2009年（平成21年）3月8日 - 発車メロディに「銀河鉄道999」（タケカワユキヒデ作曲）を採用。駅北口の『銀河鉄道999』壁画（松本零士製作）を除幕。タケカワユキヒデが一日駅長に就任[5]。
- 2013年（平成25年）11月 - 石神井公園 - 大泉学園間の下り線が高架へ切り替え[6]。
- 2015年（平成27年）
  - 1月25日 - 石神井公園 - 大泉学園間の上り線が高架へ切り替え、桜台 - 大泉学園間の連続立体交差事業が完了[6]。
  - 4月10日 - 北口再開発ビル「リズモ大泉学園」へ直結するペデストリアンデッキ口改札を開設。

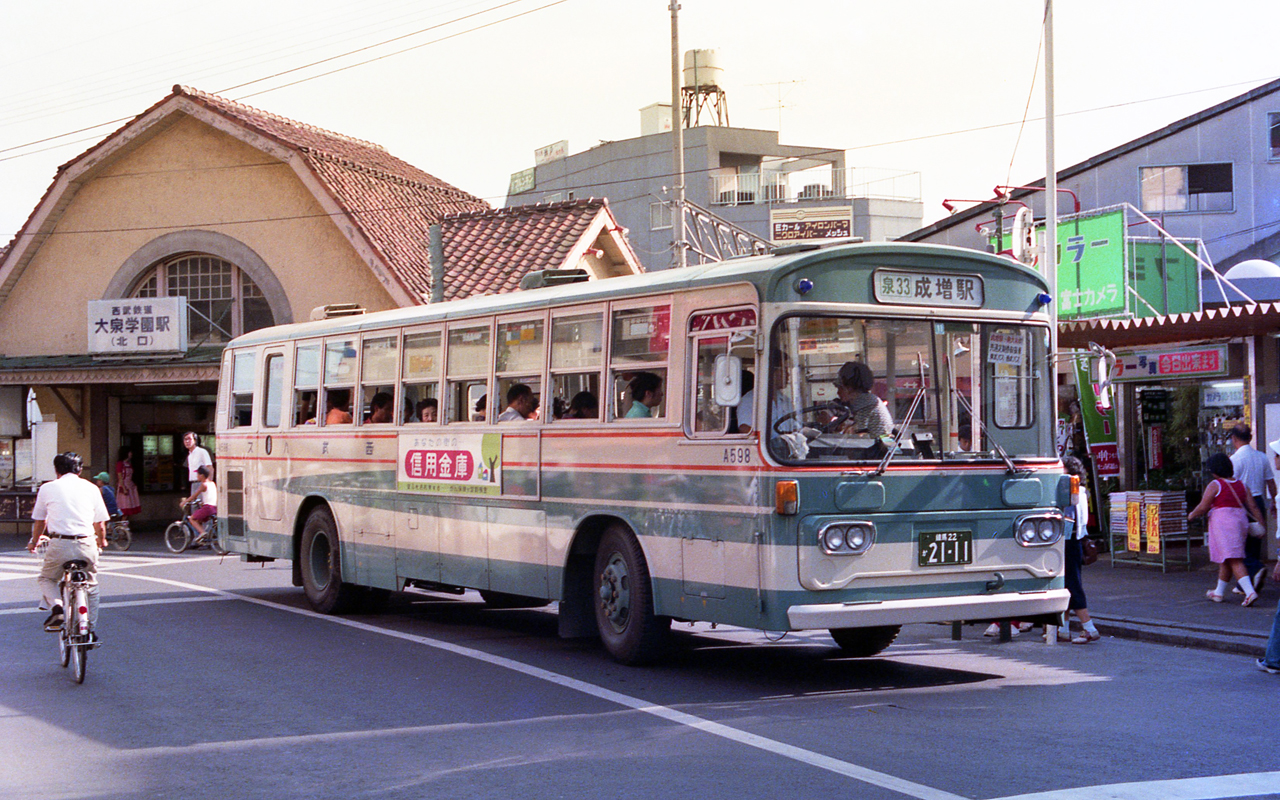
橋上駅舎化以前の北口と西武バス（1979年9月）
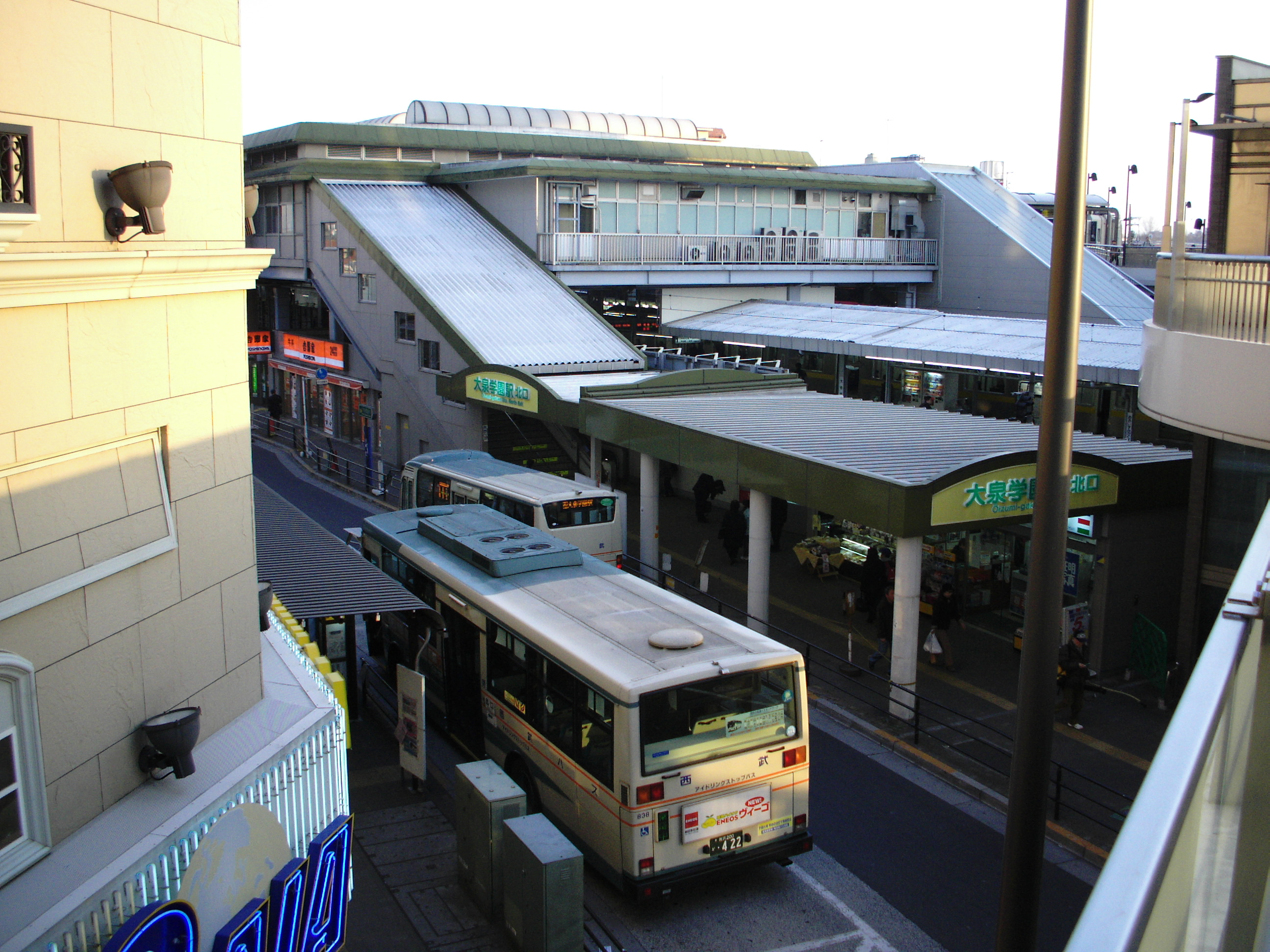
旧北口（2007年2月）

## 駅構造
島式ホーム1面2線を持つ地上駅で、橋上駅舎を有する。
ホーム・南口・北口のいずれもエスカレーターとエレベーターが設置され、コンコースと連絡している。北口とコンコースを連絡するエスカレーターは上り方向のみで、その他は上下両方向が設置されている。
北口に、従来の地上へ下りる出口に加え、再開発ビル「リズモ大泉学園」（「グランエミオ大泉学園」他）へのペデストリアンデッキと直結する出口が2015年4月10日に新設された。
トイレは2階改札内コンコースのホーム行エスカレーター・エレベーター手前にあり、多機能トイレも併設されている。

### コンコース
改札内コンコースには、2008年3月16日に、松本零士の漫画作品『銀河鉄道999』などに登場するキャラクター「車掌」のFRP製立像（高さ 165 cm、重量 30 kg）が設置された。これは同日に開催されたイベント「ねりたんアニメプロジェクト in 大泉」の一環として置かれたもので、「車掌」は同日より当駅の「名誉駅長」とされた。また、松本は当日に一日駅長を務めた。
この他、筐体に『銀河鉄道999』のキャラクターが描かれた清涼飲料水の自動販売機も設置されている。

### のりば
| ホーム | 路線   | 方向 | 行先                               |
| ------ | ------ | ---- | ---------------------------------- |
| 1      | 池袋線 | 上り | 練馬・池袋・新木場・渋谷・横浜方面 |
| 2      | 池袋線 | 下り | 所沢・飯能・西武秩父方面           |

（出典：西武鉄道:駅構内図）
- 中ほどから飯能寄りにかけては停車する電車とホームの隙間が広く、下り線の2番ホームには2009年後半に注意喚起放送が導入されている。

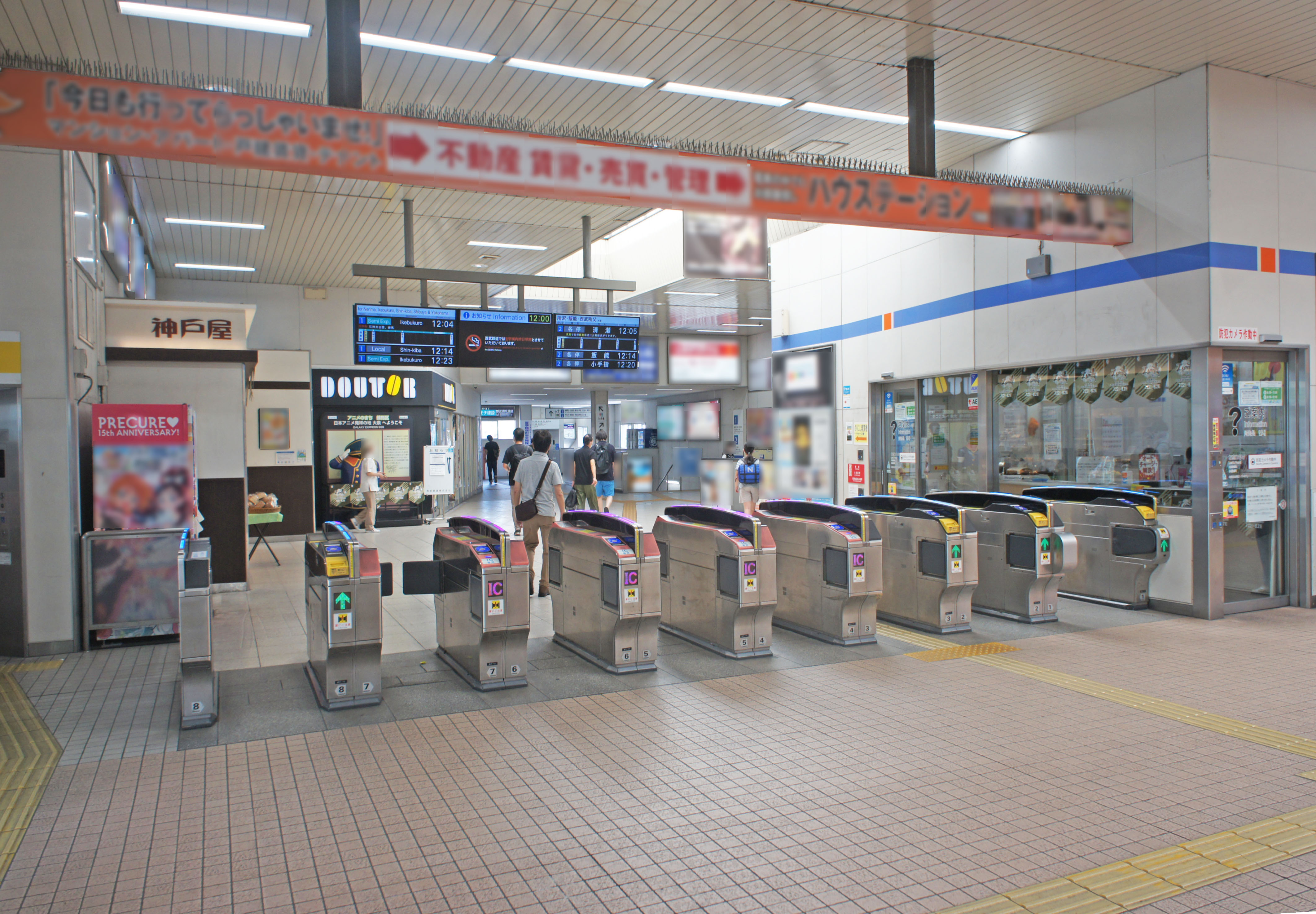
改札口（2022年7月）
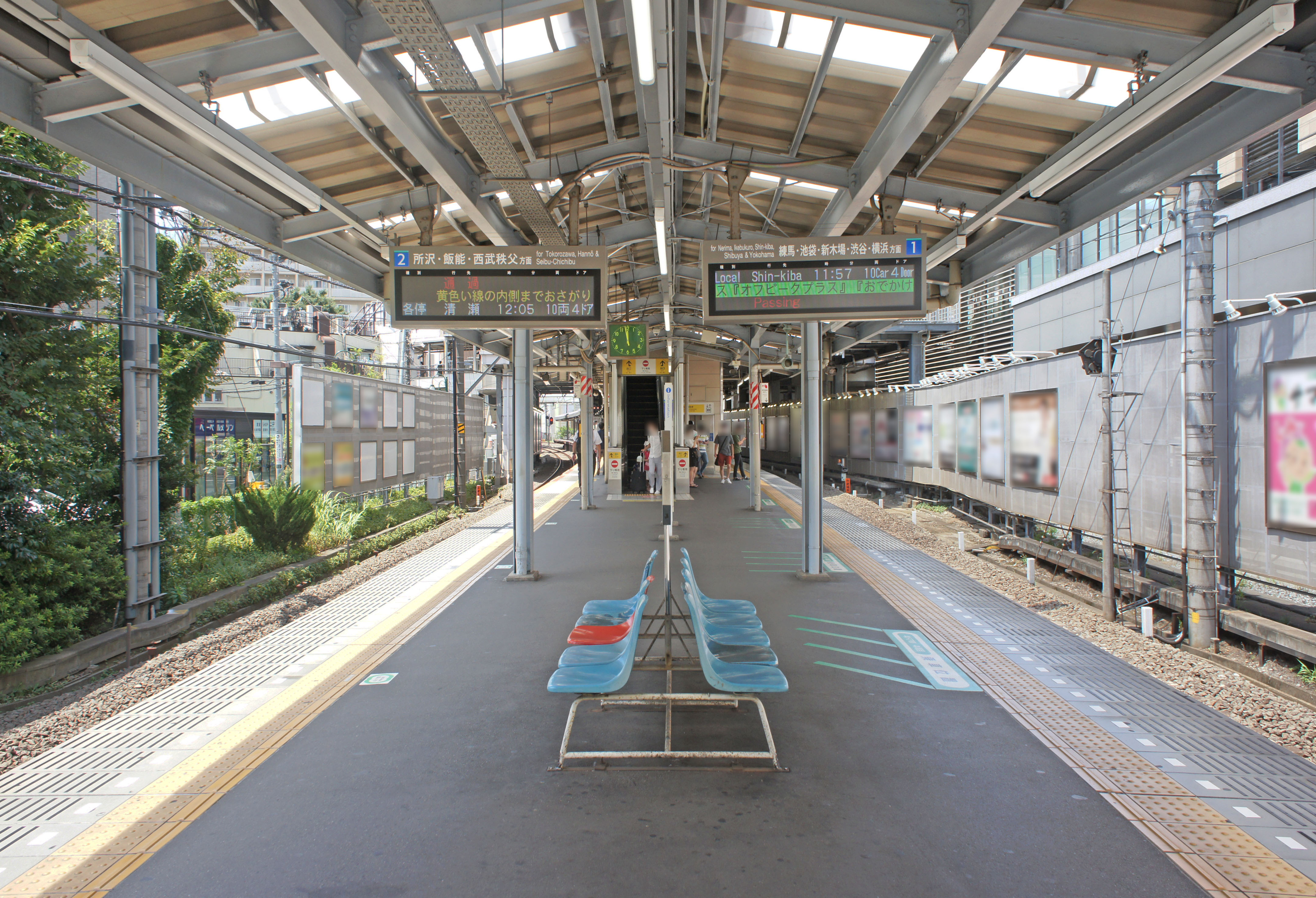
ホーム（2022年7月）

### 発車メロディ
2009年3月8日から、映画『銀河鉄道999』の主題歌「銀河鉄道999」を発車メロディに採用した。編曲は作曲者であるタケカワユキヒデが担当した。1番ホームではサビ部分、2番ホームではAメロ冒頭部分のアレンジをそれぞれ使用している。
これは同日に開催されたイベント「ねりたんアニメプロジェクト in 大泉 2009」の一環として採用されたもので、タケカワは当日に一日駅長を務めた。

## 利用状況
2024年（令和6年）度の1日平均乗降人員は80,236人であり、西武鉄道全92駅中第8位。
西武鉄道で接続線のない途中駅としては最多であり、2019年までは唯一8万5千人を超えていた。朝ラッシュ時に運行する通勤準急など、「通勤」を冠した列車種別はいずれも当駅に停車する。1988年から2001年まで1本のみ設定されていた通勤快速は、当初は所沢始発で途中は当駅にのみ停車していた。2009年度統計では、利用者の大幅な増加があった小竹向原駅（2009年度：9万1,536人）に抜かれ、1つ順位を下げている。
各年度の1日平均乗降・乗車人員の推移は下表の通り。
| 年度               | 1日平均 乗降人員 | 1日平均 乗車人員 | 出典     |
| ------------------ | ---------------- | ---------------- | -------- |
| 1956年（昭和31年） |                  | 9,124            | [ * 1 ]  |
| 1957年（昭和32年） |                  | 10,643           | [ * 2 ]  |
| 1958年（昭和33年） |                  | 12,235           | [ * 3 ]  |
| 1959年（昭和34年） |                  | 13,898           | [ * 4 ]  |
| 1960年（昭和35年） |                  | 15,959           | [ * 5 ]  |
| 1961年（昭和36年） |                  | 18,230           | [ * 6 ]  |
| 1962年（昭和37年） |                  | 20,619           | [ * 7 ]  |
| 1963年（昭和38年） |                  | 23,252           | [ * 8 ]  |
| 1964年（昭和39年） |                  | 26,974           | [ * 9 ]  |
| 1965年（昭和40年） |                  | 30,197           | [ * 10 ] |
| 1966年（昭和41年） |                  | 32,234           | [ * 11 ] |
| 1967年（昭和42年） |                  | 34,115           | [ * 12 ] |
| 1968年（昭和43年） |                  | 34,903           | [ * 13 ] |
| 1969年（昭和44年） |                  | 36,093           | [ * 14 ] |
| 1970年（昭和45年） |                  | 36,942           | [ * 15 ] |
| 1971年（昭和46年） |                  | 37,475           | [ * 16 ] |
| 1972年（昭和47年） |                  | 38,288           | [ * 17 ] |
| 1973年（昭和48年） |                  | 38,885           | [ * 18 ] |
| 1974年（昭和49年） |                  | 39,545           | [ * 19 ] |
| 1975年（昭和50年） |                  | 38,992           | [ * 20 ] |
| 1976年（昭和51年） |                  | 39,208           | [ * 21 ] |
| 1977年（昭和52年） |                  | 39,318           | [ * 22 ] |
| 1978年（昭和53年） |                  | 39,416           | [ * 23 ] |
| 1979年（昭和54年） |                  | 39,273           | [ * 24 ] |
| 1980年（昭和55年） |                  | 39,074           | [ * 25 ] |
| 1981年（昭和56年） |                  | 39,030           | [ * 26 ] |
| 1982年（昭和57年） |                  | 39,170           | [ * 27 ] |
| 1983年（昭和58年） |                  | 39,984           | [ * 28 ] |
| 1984年（昭和59年） |                  | 39,849           | [ * 29 ] |
| 1985年（昭和60年） |                  | 40,315           | [ * 30 ] |
| 1986年（昭和61年） |                  | 41,047           | [ * 31 ] |
| 1987年（昭和62年） |                  | 41,210           | [ * 32 ] |
| 1988年（昭和63年） |                  | 41,630           | [ * 33 ] |
| 1989年（平成元年） |                  | 41,504           | [ * 34 ] |
| 1990年（平成02年） |                  | 42,038           | [ * 35 ] |
| 1991年（平成03年） |                  | 42,836           | [ * 36 ] |
| 1992年（平成04年） |                  | 42,348           | [ * 37 ] |
| 1993年（平成05年） |                  | 42,044           | [ * 38 ] |
| 1994年（平成06年） |                  | 41,545           | [ * 39 ] |
| 1995年（平成07年） |                  | 40,995           | [ * 40 ] |
| 1996年（平成08年） |                  | 40,490           | [ * 41 ] |
| 1997年（平成09年） | 79,116           | 39,532           | [ * 42 ] |
| 1998年（平成10年） | 77,836           | 39,082           | [ * 43 ] |
| 1999年（平成11年） | 76,342           | 38,331           | [ * 44 ] |
| 2000年（平成12年） | 75,570           | 37,937           | [ * 45 ] |
| 2001年（平成13年） | 75,513           | 37,962           | [ * 46 ] |
| 2002年（平成14年） | 75,520           | 37,990           | [ * 47 ] |
| 2003年（平成15年） | 77,448           | 39,025           | [ * 48 ] |
| 2004年（平成16年） | 77,945           | 39,275           | [ * 49 ] |
| 2005年（平成17年） | 79,342           | 39,973           | [ * 50 ] |
| 2006年（平成18年） | 80,799           | 40,697           | [ * 51 ] |
| 2007年（平成19年） | 82,833           | 41,684           | [ * 52 ] |
| 2008年（平成20年） | 83,995           | 42,186           | [ * 53 ] |
| 2009年（平成21年） | 84,089           | 42,208           | [ * 54 ] |
| 2010年（平成22年） | 83,002           | 41,574           | [ * 55 ] |
| 2011年（平成23年） | 81,725           | 40,941           | [ * 56 ] |
| 2012年（平成24年） | 82,786           | 41,443           | [ * 57 ] |
| 2013年（平成25年） | 84,006           | 42,087           | [ * 58 ] |
| 2014年（平成26年） | 83,628           | 41,921           | [ * 59 ] |
| 2015年（平成27年） | 85,597           | 42,869           | [ * 60 ] |
| 2016年（平成28年） | 86,759           | 43,479           | [ * 61 ] |
| 2017年（平成29年） | 87,981           | 44,052           | [ * 62 ] |
| 2018年（平成30年） | 88,104           | 44,137           | [ * 63 ] |
| 2019年（令和元年） | 87,359           | 43,735           | [ * 64 ] |
| 2020年（令和02年） | 64,601           |                  |          |
| 2021年（令和03年） | 69.496           |                  |          |
| 2022年（令和04年） | 75,513           |                  |          |
| 2023年（令和05年） | 78,557           |                  |          |
| 2024年（令和06年） | 80,236           |                  |          |

## 駅周辺
箱根土地（西武グループの源流となる企業）が学園都市として開発を行ったが、大学などの高等教育機関の誘致に失敗し名前だけが残った。そのため、駅周辺に存在する教育機関は土地開発に関連して設置されたものではない。近隣には当駅の名称に類似した「大泉学園町」という町名があるが、当地から1km以上離れている。
東映東京撮影所が位置しているため、芸能関係に就業している居住者が多い。

### 北口
- 大泉アニメゲート
- ゆめーてる商店街[10]
- 大泉学園ゆめりあ1
  - 大泉学園ゆめりあホール
  - 練馬区大泉総合福祉事務所
  - 東進ハイスクール 大泉学園校
  - SMBC日興証券 大泉学園支店
  - 三井住友銀行 大泉支店
  - 東京個別指導学院大泉学園校
- リズモ大泉学園
  - グランエミオ大泉学園
  - プラウドタワー大泉学園
  - 練馬区大泉区民事務所
- 東京都立大泉桜高等学校
- 練馬区立大泉小学校
- 練馬区立大泉中学校
- 小泉牧場
- 練馬東大泉三郵便局
- みずほ銀行 大泉支店
- 三菱UFJ銀行 大泉支店・大泉学園支店・石神井公園支店
- タムラ製作所
- 東映東京撮影所（実写映画・ドラマスタジオ）
  - プラッツ大泉
  - OZ STUDIO CITY
    - T・ジョイ大泉（シネマコンプレックス）
- 東映アニメーション大泉スタジオ
  - 東映アニメーションミュージアム

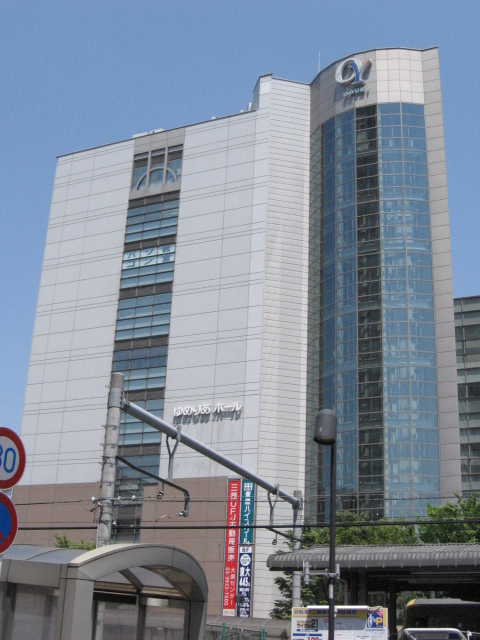
大泉学園ゆめりあ1
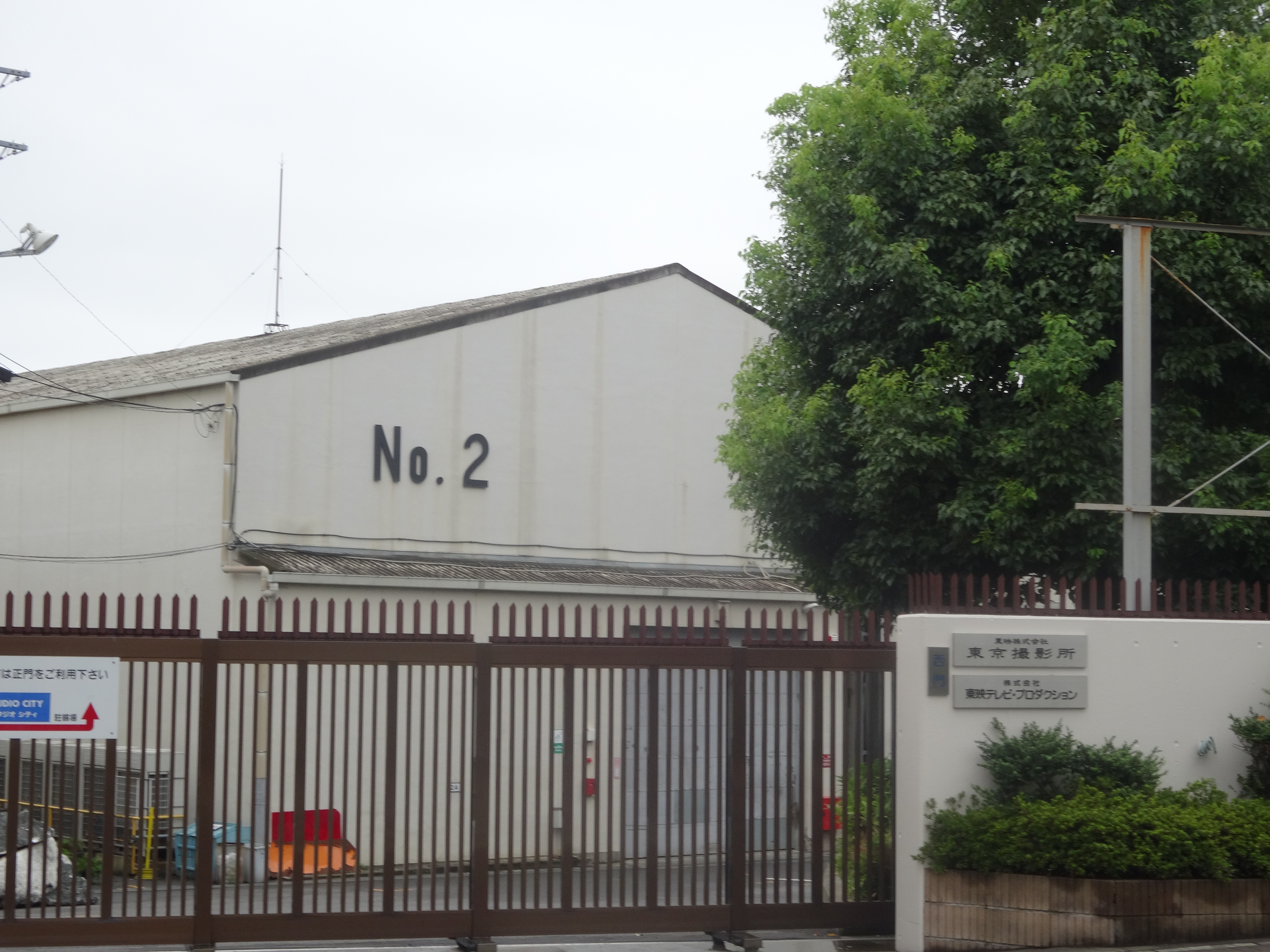
東映東京撮影所
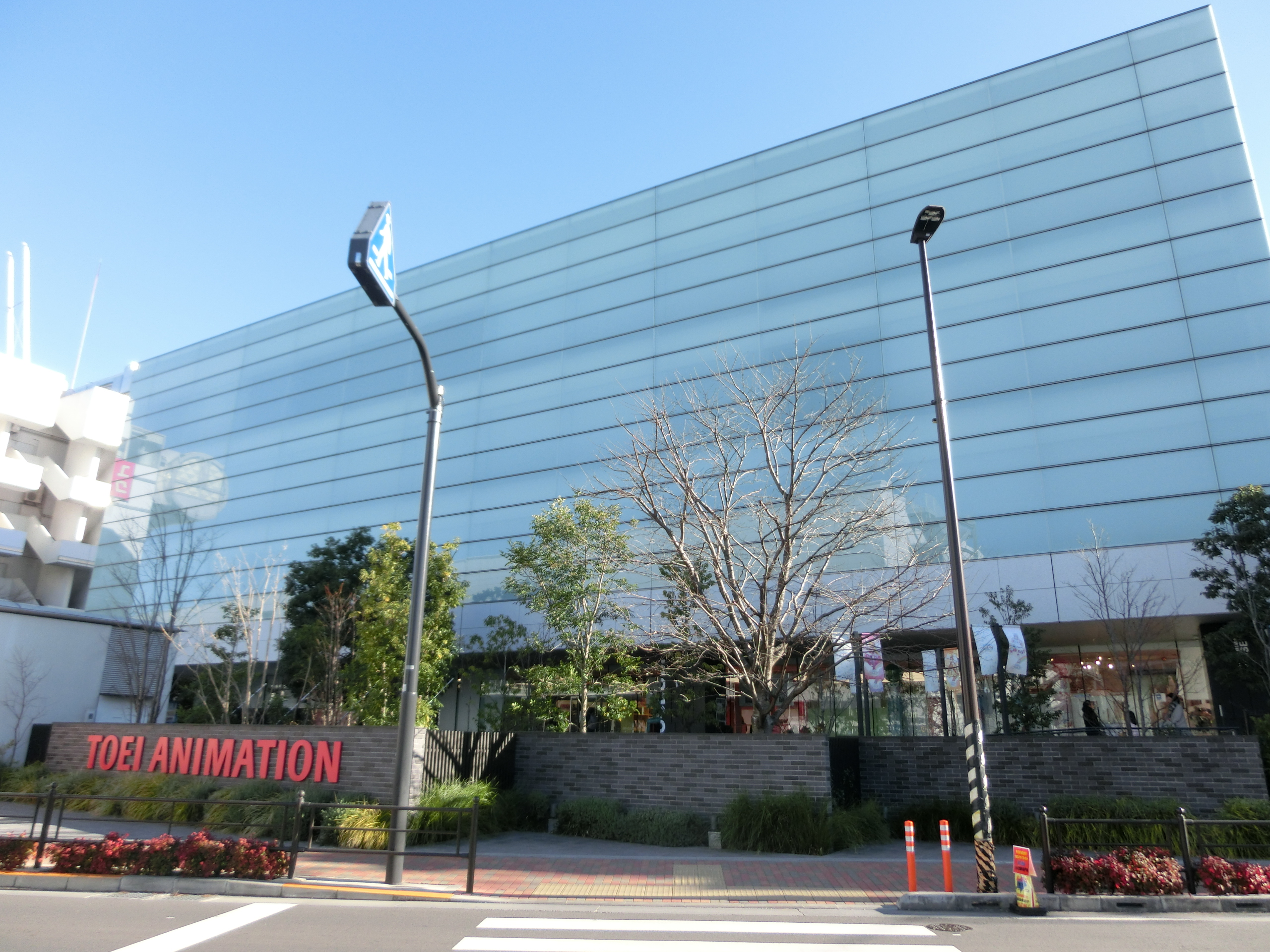
東映アニメーション大泉スタジオ

### 南口
- 大泉学園ゆめりあ2
  - ゆめりあフェンテ（ショッピングセンター）
    - ライフ大泉学園駅前店（核店舗）

  - 大泉学園ゆめりあタワー（UR団地）
- 警視庁石神井警察署大泉学園駅前交番
- 練馬区勤労福祉会館
- 練馬区大泉こども家庭支援センター・大泉障害者地域生活支援センター
- 練馬区立東大泉児童館・東大泉敬老館
- 東京都立大泉高等学校・附属中学校
- 練馬区立大泉第二中学校
- 東京学芸大学附属大泉小学校、東京学芸大学附属国際中等教育学校
東京学芸大学附属小学校・中等教育学校は同じ敷地内にある。
- 練馬区立牧野記念庭園
- 大泉自動車教習所
- 東京国税局 練馬西税務署
- 練馬東大泉七郵便局
- 大泉生協病院
- シンコー警備保障

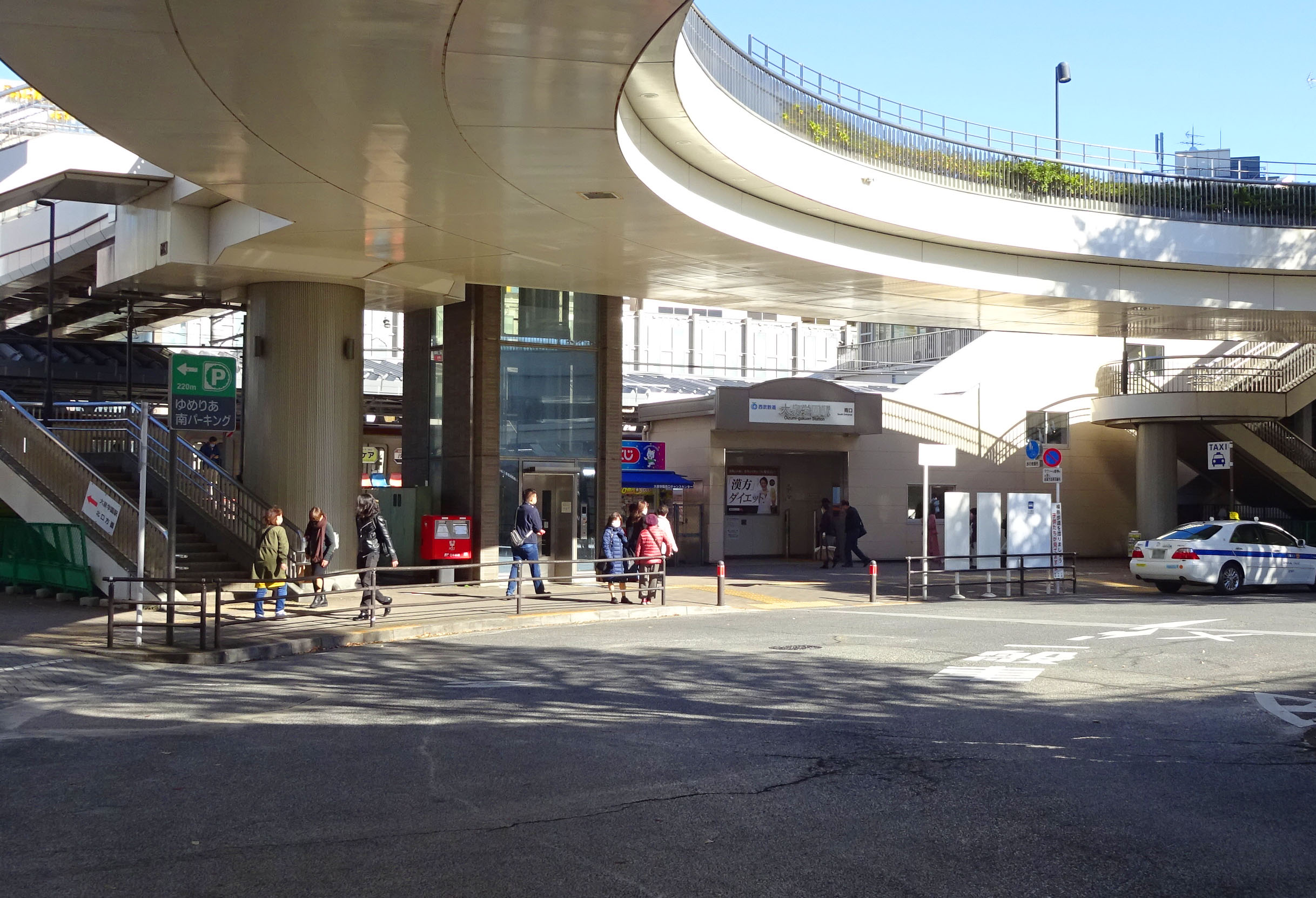
南口ロータリー（2021年11月）
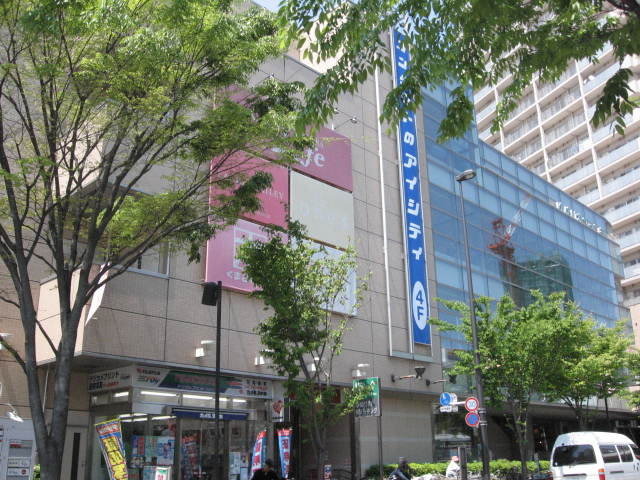
大泉学園ゆめりあ2 「ゆめリアフェンテ」
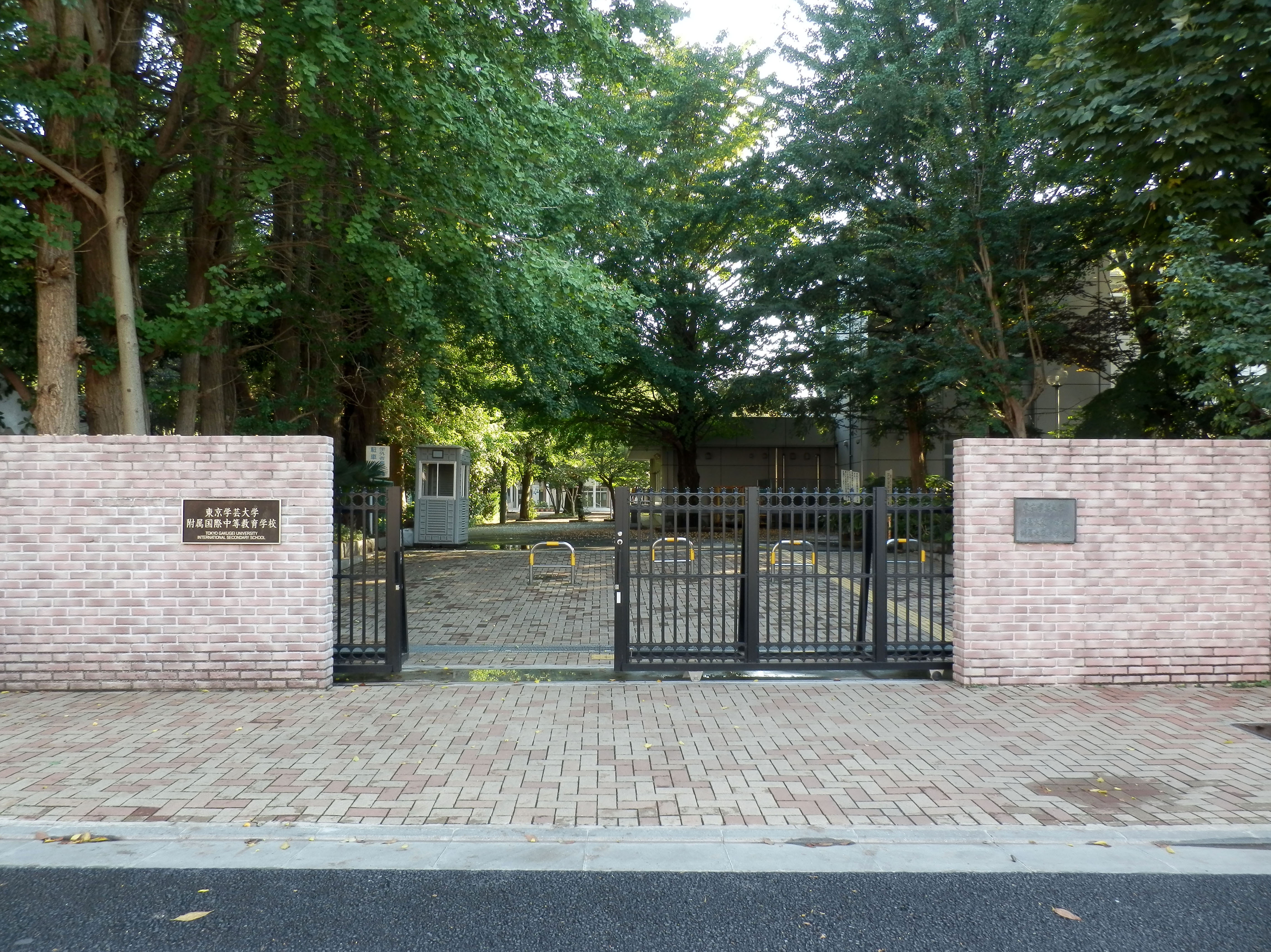
東京学芸大学附属大泉小学校 附属国際中等教育学校

## バス路線
注記なきものは西武バスの運行。

### 大泉学園駅南口
1番のりば
- 吉61・吉61-1・吉62-1・吉62-1深夜：吉祥寺駅
- 泉35-4・泉35-5・泉35-6・吉61-3：西武車庫前（上石神井営業所）

3番のりば
- 西03：西荻窪駅（西武バス・関東バス共同運行）
- 泉35-1・泉35-2：上石神井駅
- 荻15・荻15-2：阿佐ケ谷駅

4番のりば
- 吉61-1・吉61-3：新座栄
- 吉61・泉35-6：都民農園セコニック
- 荻15・泉35-1・泉35-4：長久保 ※「荻15」の一部便は朝のみ運転

### 大泉学園駅北口
1番のりば
- 泉30：福祉センター入口
- 泉30-1：新座駅南口 ※平日一本のみ
- 泉30-2：新座営業所
- 泉39：和光市駅南口
- 泉39-2：大泉第一小学校 ※平日朝のみ
- 泉39-3：長久保 ※平日朝のみ
- 泉31深夜（深夜バス）：都民農園セコニック ※平日・土曜のみ

2番のりば
- 泉32：朝霞駅南口
- 泉31：都民農園セコニック ※本数少
- 泉31-1：新座栄 ※本数少
- 泉33：成増駅南口
- 泉37：長久保 ※本数少

3番のりば
- 練48：練馬駅北口
- 練48-1：新江古田駅 ※土曜1本のみ
- 練馬区みどりバス大泉ルート：大泉学園町五丁目循環

4番のりば（整備工場前・「大泉学園駅北口」停留所）
- 南口2番・4番のりばに停車する全路線と北口2番乗り場からの泉31・31-1・37及び北口1番乗り場からの泉31深夜の各系統。都民農園セコニック行、新座栄行、長久保行のみ停車し、それ以外は客扱いを行わない。
- 大泉学園駅南口方面からの路線は「大泉学園駅北口」として、また大泉学園駅北口始発の路線は「整備工場前」として案内される。

## 隣の駅
西武鉄道

 池袋線
■快速急行・■急行・■快速
通過
■通勤準急（上り池袋方面のみ運転、当駅まで各駅に停車）
練馬駅 (SI06) ← 大泉学園駅 (SI11) ← 保谷駅 (SI12)
■通勤急行（上り池袋方面のみ運転）・■準急・■各駅停車
石神井公園駅 (SI10) - 大泉学園駅 (SI11) - 保谷駅 (SI12)

### 利用状況に関する出典
東京都統計年鑑
1. ↑  東京都統計年鑑（昭和31年） (PDF)
2. ↑  東京都統計年鑑（昭和32年） (PDF)
3. ↑  東京都統計年鑑（昭和33年） (PDF)
4. ↑  東京都統計年鑑（昭和34年）
5. ↑  東京都統計年鑑（昭和35年）
6. ↑  東京都統計年鑑（昭和36年）
7. ↑  東京都統計年鑑（昭和37年）
8. ↑  東京都統計年鑑（昭和38年）
9. ↑  東京都統計年鑑（昭和39年）
10. ↑  東京都統計年鑑（昭和40年）
11. ↑  東京都統計年鑑（昭和41年）
12. ↑  東京都統計年鑑（昭和42年）
13. ↑  東京都統計年鑑（昭和43年）
14. ↑  東京都統計年鑑（昭和44年）
15. ↑  東京都統計年鑑（昭和45年）
16. ↑  東京都統計年鑑（昭和46年）
17. ↑  東京都統計年鑑（昭和47年）
18. ↑  東京都統計年鑑（昭和48年）
19. ↑  東京都統計年鑑（昭和49年）
20. ↑  東京都統計年鑑（昭和50年）
21. ↑  東京都統計年鑑（昭和51年）
22. ↑  東京都統計年鑑（昭和52年）
23. ↑  東京都統計年鑑（昭和53年）
24. ↑  東京都統計年鑑（昭和54年）
25. ↑  東京都統計年鑑（昭和55年）
26. ↑  東京都統計年鑑（昭和56年）
27. ↑  東京都統計年鑑（昭和57年）
28. ↑  東京都統計年鑑（昭和58年）
29. ↑  東京都統計年鑑（昭和59年）
30. ↑  東京都統計年鑑（昭和60年）
31. ↑  東京都統計年鑑（昭和61年）
32. ↑  東京都統計年鑑（昭和62年）
33. ↑  東京都統計年鑑（昭和63年）
34. ↑  東京都統計年鑑（平成元年）
35. ↑  東京都統計年鑑（平成2年）
36. ↑  東京都統計年鑑（平成3年）
37. ↑  東京都統計年鑑（平成4年）
38. ↑  東京都統計年鑑（平成5年）
39. ↑  東京都統計年鑑（平成6年）
40. ↑  東京都統計年鑑（平成7年）
41. ↑  東京都統計年鑑（平成8年）
42. ↑  東京都統計年鑑（平成9年）
43. ↑  東京都統計年鑑（平成10年） (PDF)
44. ↑  東京都統計年鑑（平成11年） (PDF)
45. ↑  東京都統計年鑑（平成12年）
46. ↑  東京都統計年鑑（平成13年）
47. ↑  東京都統計年鑑（平成14年）
48. ↑  東京都統計年鑑（平成15年）
49. ↑  東京都統計年鑑（平成16年）
50. ↑  東京都統計年鑑（平成17年）
51. ↑  東京都統計年鑑（平成18年）
52. ↑  東京都統計年鑑（平成19年）
53. ↑  東京都統計年鑑（平成20年）
54. ↑  東京都統計年鑑（平成21年）
55. ↑  東京都統計年鑑（平成22年）
56. ↑  東京都統計年鑑（平成23年）
57. ↑  東京都統計年鑑（平成24年）
58. ↑  東京都統計年鑑（平成25年）
59. ↑  東京都統計年鑑（平成26年）
60. ↑  東京都統計年鑑（平成27年）
61. ↑  東京都統計年鑑（平成28年）
62. ↑  東京都統計年鑑（平成29年）
63. ↑  東京都統計年鑑（平成30年）
64. ↑  東京都統計年鑑（平成31年・令和元年

西武鉄道の1日平均利用客数
1. 1 2 3  “駅別乗降人員（2024年度１日平均）” (pdf).   西武鉄道. 2025年6月7日閲覧。
2. ↑  駅別乗降人員（2020年度1日平均） - ウェイバックマシン（2021年9月23日アーカイブ分）、2022年8月18日閲覧
3. ↑  駅別乗降人員（2021年度1日平均） - ウェイバックマシン（2022年7月8日アーカイブ分）、2022年8月18日閲覧
4. ↑  “駅別乗降人員（2022年度1日平均）” (pdf).   西武鉄道. 2023年7月22日閲覧。
5. ↑  “駅別乗降人員（2023年度１日平均）” (pdf).   西武鉄道. 2024年6月21日閲覧。